# Aleksandar Radosavljević
Aleksandar Radosavljević (in serbo Александар Радосављевић?; Kraljevo, 21 dicembre 1982) è un ex calciatore serbo, di ruolo portiere.

## Carriera
Ha giocato in massima serie serba con Partizan Belgrado e Győri ETO. Con la prima squadra, inoltre, ha disputato 3 partite di UEFA Europa League 2009-2010.

## Palmarès

### Club

#### Competizioni nazionali
- Campionato serbo: 3

Partizan: 2007-2008, 2008-2009, 2009-2010
- Coppa di Serbia: 2

Partizan: 2007-2008, 2008-2009